# Rödbukig parakit
Rödbukig parakit (Pyrrhura perlata) är en fågel i familjen västpapegojor inom ordningen papegojfåglar.

## Utseende
Rödbukig parakit är en 24 cm lång färgglad papegojfågel. Huvudet är mörkbrunt med beigefärgade fläckar. Vidare syns att övre delen av kinden är grön, i underkant övergående i blått, en fjäderlös vitaktig orbitalring och beigefläckade örontäckare. Halssidorna och övre delen av bröstet är grått med beigefärgade fjäll. På nedre delen av bröstet och buken är den som namnet avslöjar röd, medan den är blå på flanker, "lår" och undergump. Ovantill är den grön på ryggen, likaså på vingarna med gröna skuldror, blått i vingtäckarna och violblått i vingpennorna. Stjärten är brunröd och grå nedan med blå spets.

## Utbredning och systematik
Fågeln förekommer i Brasilien (västra Pará, östra Amazonas och Mato Grosso) till norra Bolivia. Den behandlas som monotypisk, det vill säga att den inte delas in i några underarter.

## Status och hot
Arten har ett stort utbredningsområde, men tros minska i antal, dock inte tillräckligt kraftigt för att den ska betraktas som hotad. Internationella naturvårdsunionen IUCN listar arten som livskraftig (LC).

## Bilder

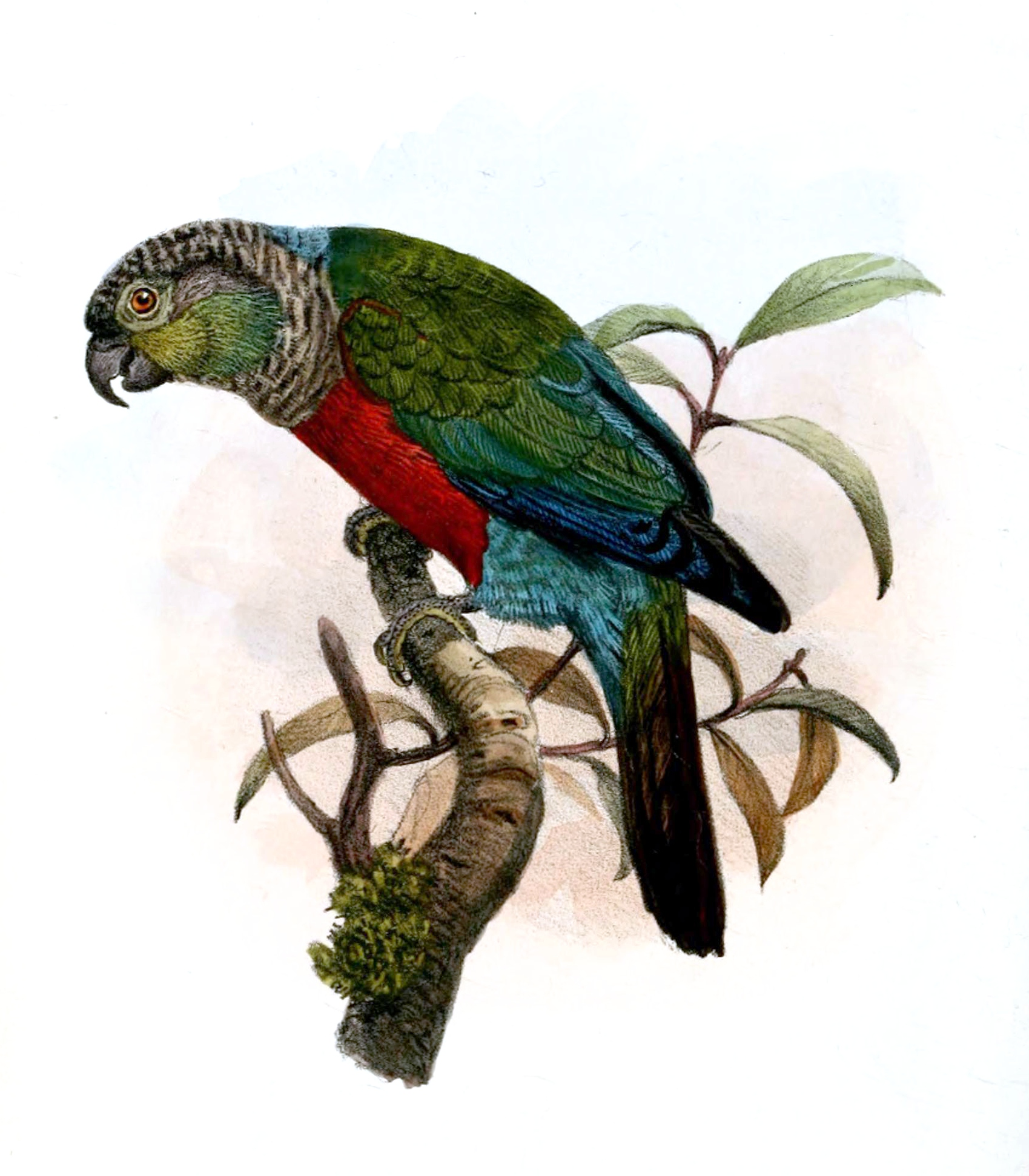
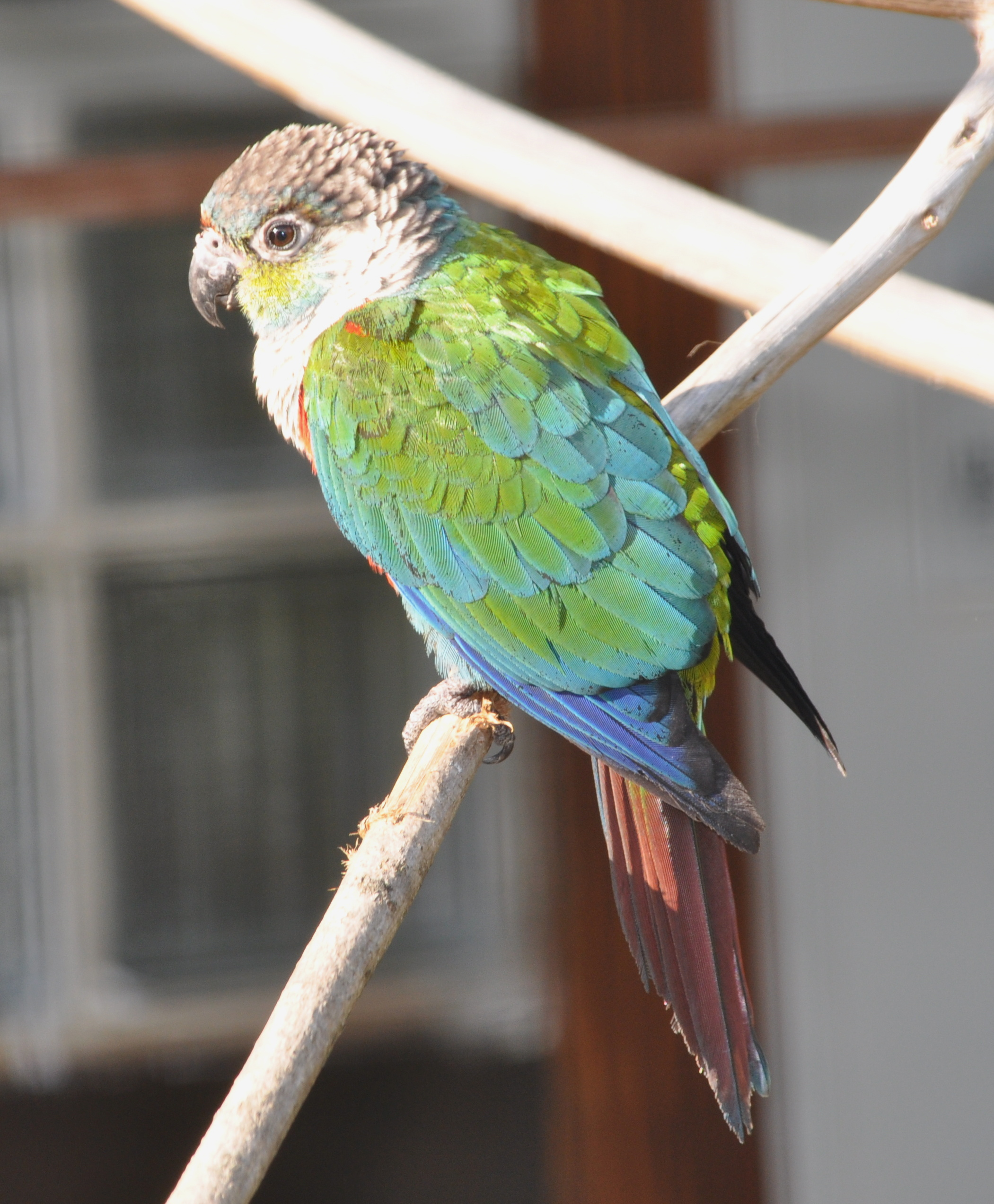